# Betonbombe
Betonbomben sind Fliegerbomben, die ganz oder zu einem wesentlichen Anteil aus Beton bestehen. Dabei kann es sich sowohl um reine Übungsbomben als auch um Einsatzbomben mit oder ohne Sprengstoffanteil handeln.
Übungsbomben dienen der Ausbildung der Piloten und der Erprobung der Lenktechnik – mangels Sprengwirkung entsteht nur ein kleiner Krater, weshalb die Einschlagstelle genau ermittelt werden kann. Darüber hinaus können Übungsbomben auch Raucherzeuger u. ä. enthalten, um die Beobachtbarkeit zu verbessern. Durch die fehlende Sprengwirkung erzeugen reine Betonbomben geringere Schäden am Übungs- oder Testgelände.

## Verwendung durch Deutschland im Zweiten Weltkrieg
Deutschland setzte im Zweiten Weltkrieg sowohl massive Betonbomben ein als auch explosive Bomben mit Betonmantel.

### Übungsbomben

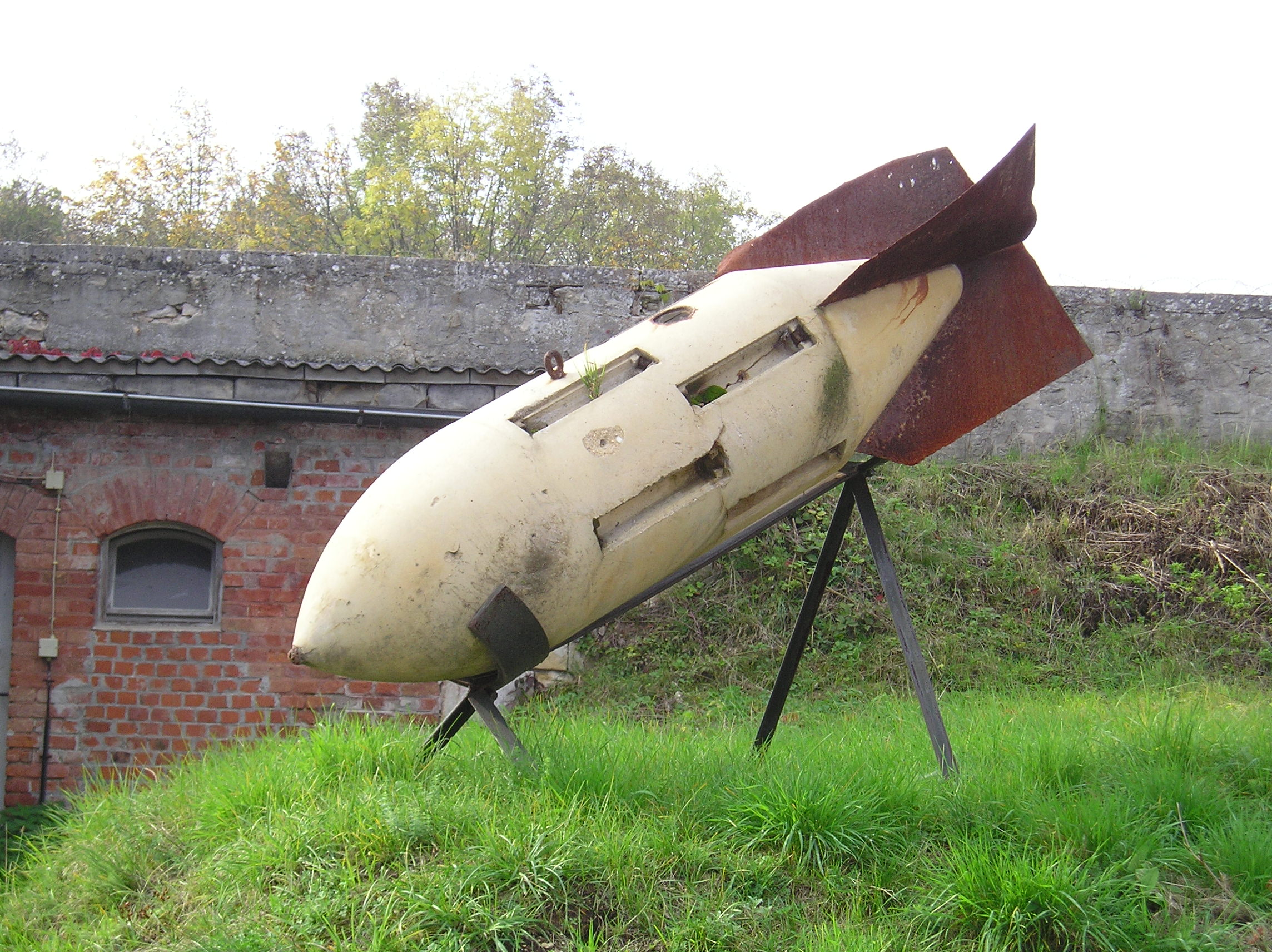
Deutsche Betonbombe aus dem Zweiten Weltkrieg

Zum einen wurden Übungsbomben wie die ZC 50 oder die ZC 250 aus Beton gefertigt, um für die einmalige Verwendung einen billigen Abwurfkörper herzustellen, der aber die gleichen ballistischen Eigenschaften aufwies wie die eigentliche (Spreng-)Bombe. Zur besseren Beobachtung wurden derartige Bomben entweder mit Glasampullen versehen, die beim Aufschlag der Bombe im Zielgebiet zerbrachen und eine Flüssigkeit freisetzten, die eine Rauchwolke erzeugte (z. B. Chlorsulfonsäure) oder bei Nachteinsätzen mit einem Leuchtsatz, der die Flugbahn der Bombe und den Aufschlagpunkt sichtbar machte.

### Einsatzbomben
Als Einsatzmunition wurden von deutscher Seite ebenfalls Betonbomben eingesetzt. Diese besaßen einen Mantel aus Beton, in den einerseits Stahldrähte als Armierung zur Erhöhung der Festigkeit, weiterhin auch bis zu einem Zentimeter große Stahlkörper eingegossen waren, die als vorgeformte Splitter fungierten. In diesen Bombenkörper war eine Sprengladung einlaboriert, die beim Aufschlag der Bombe zur Detonation gebracht wurde. Durch die Detonation wurde der Betonmantel zerlegt und die Stahlsplitter mit hoher Geschwindigkeit fortgeschleudert.
Im Gegensatz zu anderen Behelfskampfmitteln wie Minen aus Beton, Glas, oder Sperrholz, Handgranaten aus Beton oder Glas etc., die von deutscher Seite gegen Kriegsende aus Rohstoffmangel gefertigt und eingesetzt wurden, wurden Betonbomben wie die SC 10 dw, die SBe 50 oder die SBe 250 von der deutschen Luftwaffe bereits zu Beginn des Zweiten Weltkrieges eingesetzt. Allerdings wiesen insbesondere die 50- und die 250-kg-Betonbomben einen wesentlich geringeren Sprengstoffanteil als die vergleichbaren Splitterbomben mit Stahlhülle auf, so dass sie später nicht mehr eingesetzt wurden.
| Bezeichnung | Gewicht (kg) | Durchmesser (mm) | Länge (mm) | Sprengstoff (kg) |
| ----------- | ------------ | ---------------- | ---------- | ---------------- |
| SC 10 dw    | 10           | 86               | 545        | 0,9              |
| SBe 50      | 60           | 200              | 1100       | 3 bis 5,4        |
| SBe 250     | 229          | 370              | 1637       | 49               |

## Moderne lasergelenkte Betonbomben
Im Kampf eingesetzte Betonbomben ohne Sprengstoffanteil wirken lediglich durch ihre kinetische Energie. Da der Zerstörungsradius mangels einer Sprengwirkung eng begrenzt ist, verfügen heutige Betonbomben über eine Laserlenkung, um das Ziel zu treffen. Sie werden vor allem gegen gepanzerte Fahrzeuge und Artilleriestellungen in besiedeltem Gebiet eingesetzt, um Kollateralschäden zu vermeiden.
In jüngerer Zeit wurden lasergelenkte Betonbomben im 2. Golfkrieg und im libyschen Bürgerkrieg (2011) verwendet.